# Labeo parvus
Labeo parvus es una especie de peces de la familia de los Cyprinidae en el orden de los Cypriniformes.

## Morfología
Los machos pueden llegar alcanzar los 38 cm de longitud total y los 40 g de peso.

## Hábitat
Es un pez de agua dulce.

## Distribución geográfica
Se encuentran en África.